# Antonio Bonilla Rodríguez
Antonio Bonilla Rodríguez (Murtas, Granada, 27 de octubre de 1954) es un funcionario y político español, en tres ocasiones senador por elección y en seis ocasiones nombrado alcalde de Vícar, provincia de Almería.

## Biografía
Funcionario de profesión, en el ámbito político es miembro del Partido Socialista Obrero Español (PSOE), formación con la que fue elegido senador en las elecciones generales de 1989 por la circunscripción de Almería. Renovó el mandato en las dos siguientes convocatorias electorales: 1993 y 1996. Como parlamentario, fue secretario de la comisión de Agricultura de 1996 a 2000, durante el primer mandato de José María Aznar como presidente del gobierno. 
Al mismo tiempo, fue elegido concejal en Vícar en siete convocatorias sucesivas, desde las elecciones municipales de 1983 hasta el 2011, y ha ocupado la alcaldía de la ciudad en seis ocasiones, dos por breves periodos de un año (1994-1995 y 1998-1999), tres más durante el mandato completo (1999-2003, 2003-2007 y 2007-2011) y desde 2011 a la actualidad (2014). 
Ha ocupado y ocupa diversos cargos de responsabilidad en la dirección provincial almeriense del Partido Socialista Obrero Español de Andalucía (PSOE-A) y es miembro del Comité Federal del PSOE.